# Asser Berthels
Asser Jakob Berthels (* 9. Januar 1885 in Neu-Herrnhut als Assa Jacob; † Januar 1957) war ein grönländischer Landesrat.

## Leben
Asser Berthels war der Sohn von Amos Aron (1858–?) und seiner Frau Rakel Augusta (1858–?). Er heiratete am 20. September 1904 in Nuuk Ane Louise Ingeborg Petersen (1882–?), Tochter von Villiam Tobias Efraim Jefta Thomas Petersen (1856–1933) und Eleonora Josefa Agnete Margrete Maria Poulsen (1860–1928).
Asser Berthels lebte als Jäger in Kangerluarsussuaq. Er vertrat von 1924 bis 1926 Esekiel Berthelsen im südgrönländischen Landesrat. 1928 war er Vertreter von Nikolaj Hansen. Er starb im Januar 1957 um seinen 72. Geburtstag herum.